# Moyra Brunette
Moyra Brunette (11 de diciembre de 1964) es una bailarina y coreógrafa panameña que a su paso por academias en su juventud ha ido emprendiendo una carrera como coreógrafa. Su compañía de baile se llama "Moyra's Dancers". 

## Biografía
Moyra nació el 11 de diciembre de 1964 en Panamá. A sus 23 años se gradúa como Ingeniera en Computación de la Universidad de Panamá. Después de haber tenido un casting exitoso, la seleccionan en el Ballet de Venevisión. Se fue a vivir a Caracas, Venezuela, por cuatro años. Al regresar a Panamá en 1993, organiza el ballet de Bella y Señora. Viaja a los Estados Unidos donde va a escuelas en diferentes estados del país. También participó en eventos como Super Bowls. También es fundadora de una escuela de arte en la Provincia de Colón, Panamá.

## Moyra's Dancers
En su compañía llamada "Moyra's Dancers", sus alumnos han sido invitados a grandes proyectos en la Televisora Nacional (TVN) como Vive la música, Muévelo, Teletón 20-30 y SERTV así como también aperturas de prestigiosos eventos artísticos y giras. Algunos géneros que se incluyen en su compañía son, hip-hop, urbano, R&B y latino. Esta compañía incluye bailarines profesionales y los alumnos son niños y jóvenes. 

## Carrera como jurado
Moyra fue jurada del programa Muévelo de TVN, junto a otros famosos como Yael Bern. En 2012, TVN la contrata para que fuera jurado de Dancing with the stars, junto a David Martínez (2012-) y Yilca Arosemena (2012-2014). A la salida de Yilca se integra una nueva jurado llamada Yael Bern, con quién Moyra fue jurado de Muévelo. A lo largo de dancing los ganadores son, Michael y Johan (2012) y Jimmy e Ilda (2013).